# NGC 2892
NGC 2892 في الفهرس العام الجديد، هي مجرة، تقع في كوكبة الدب الأكبر. اكتشفت في 11 مايو 1885 بواسطة لويس سويفت.

## روابط خارجية
- NGC 2892 على موقع ويكي سكاي: DSS2, SDSS, GALEX, IRAS, Hydrogen α, X-Ray, Astrophoto, Sky Map, Articles and images